# Gabriel Tola
Gabriel Tola (* vor 1525 in Brescia, Italien; † wahrscheinlich vor 1575 in Dresden) war ein italienischstämmiger Maler und Musiker der Renaissance, der am sächsischen Hof in Dresden wirkte.

## Leben
1549 wurden Tola zusammen mit seinen jüngeren Brüdern Benedict und Quirin (Trompeter) durch den Fürstbischof von Trient, Cristoforo Madruzzo, von Brescia nach Dresden an den kursächsischen Hof unter Kurfürst Moritz entsandt, wo sie als Musiker, aber auch als Maler arbeiten sollten. Mit seinem Bruder Benedict arbeitete er bereits seit 1548 hier als Maler an den Sgraffito-Dekorationen bei der Erweiterung des Residenzschlosses und wirkten als erste Instrumentalisten der kurfürstlichen Hofkapelle. Im Jahr 1563 malen sie eine Decke sowie ein Gewölbe im großen Schloßturm.
Erhalten geblieben ist ein Briefwechsel mit dem Kurfürsten nach achtjähriger Dienstzeit am Dresdner Hof, in denen Versorgungsansprüche und Auftragsarbeiten behandelt werden.
Tola heiratete um das Jahr 1555 eine Anna (geborene Hahn). Benedict war mit einer Helene (geborene de Purgorii) vermählt, einer Tochter des Jacobus Bruni de Purgorio und dessen Frau Katharina (geborene Durata, † 1580). Agnesia Tola (1551–ca. 1621), die Tochter Benedict Tolas heiratete den Kapellmeister Antonio Scandello (1517–1580).
Das Todesjahr der Brüder ist nicht bekannt. Um 1575 kommt keiner der Brüder mehr in den Hofbüchern vor.